# Ekeby, Eskilstuna

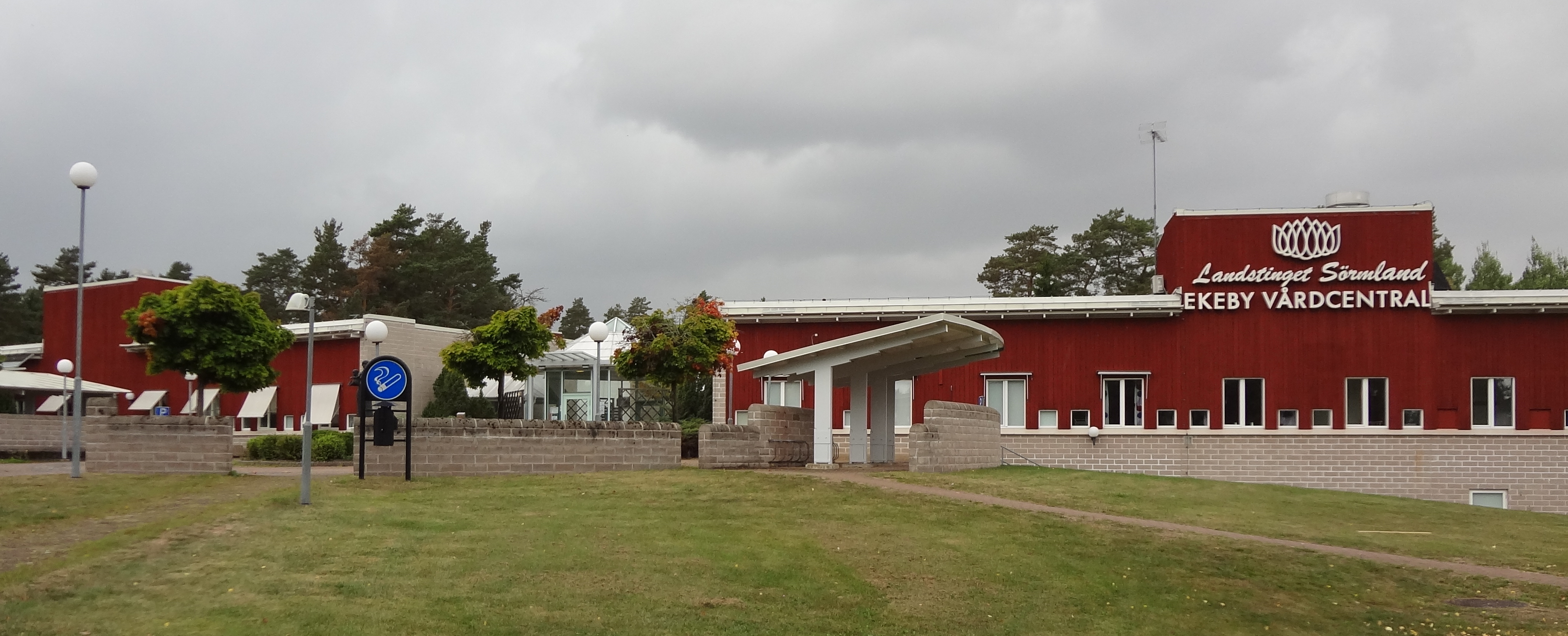
Ekeby vårdcentral i Ekeby centrum.

Ekeby är en stadsdel som ligger ca 3 km väster om Eskilstunas centrala delar. Största delen villabebyggelse men även tvåvånings hyreshus längs Junivägen.
I Ekeby finns även Eskilstunas största kyrkogård, S:t Eskils kyrkogård, samt sportflyfältet Ekeby flygfält.
Ekeby vårdcentral som drivs av Achima Care servar även närbelägna Hällbybrunn samt Eskilstunas västra stadsdelar så som Lundby, Gredby och Brottsta. Där finns också ett mindre apotek med receptfria läkemedel. I anslutning till vårdcentralen finns också det kommunala vård- och omsorgsboendet Ekebo med ett 30-tal boende. Dessutom finns Grimbovägens LSS-boende intill.
I området finns också en cykelhandlare och en bilverkstad. Eskilstuna kommun har förlagt Rekarnegymnasiets praktiska del av Fordonsprogrammet, gren Transport i Ekeby grusgrop där även Stadsbyggnadsförvaltningens gatuavdelning har viss verksamhet. I grusgropen finns också en folkracebana som tillhör Eskilstuna Motorklubb, EMK.
Här finns Eskilstunas reningsverk som tar hand om allt avloppsvatten innan det släpps ut i Eskilstunaån. I anslutning till reningsverket finns Ekeby våtmark som hjälper till med reningen men även är iordningställt för tillfällen till fågelskådning.

## Galleri

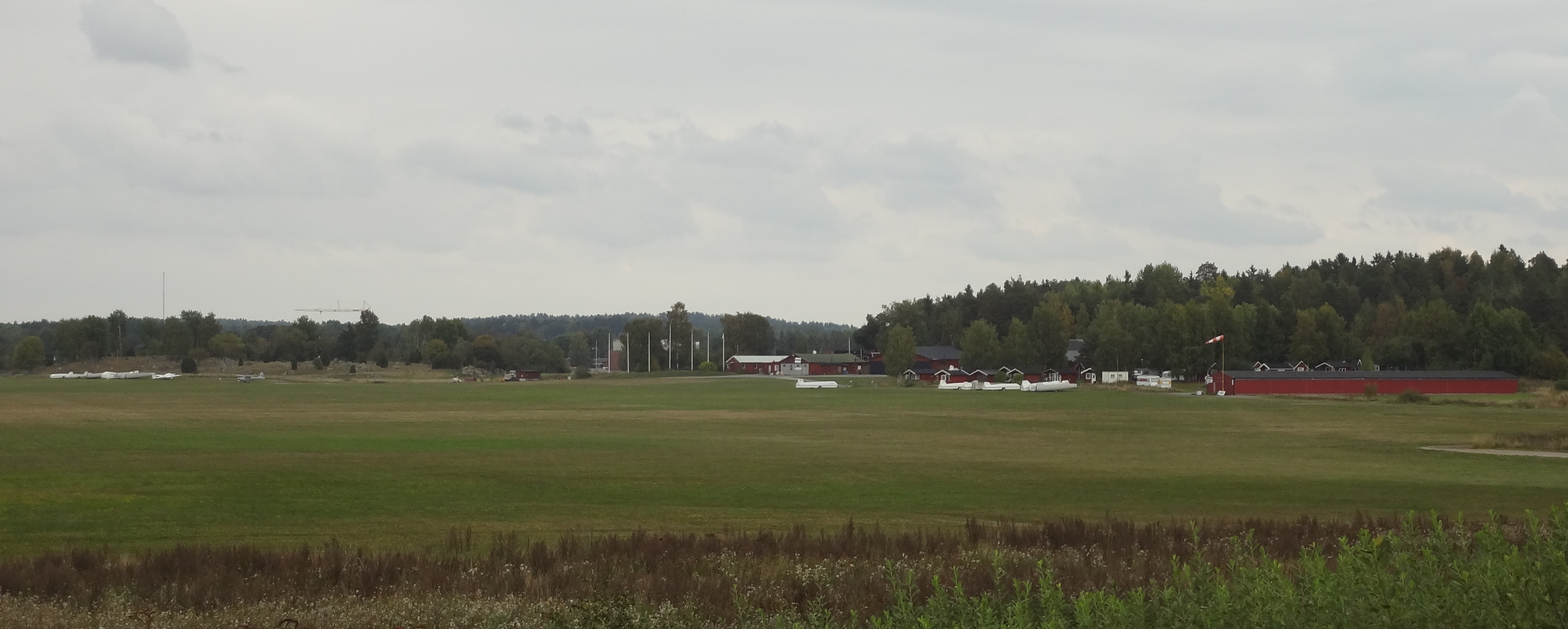
Ekeby flygfält i västra delen av Ekeby.
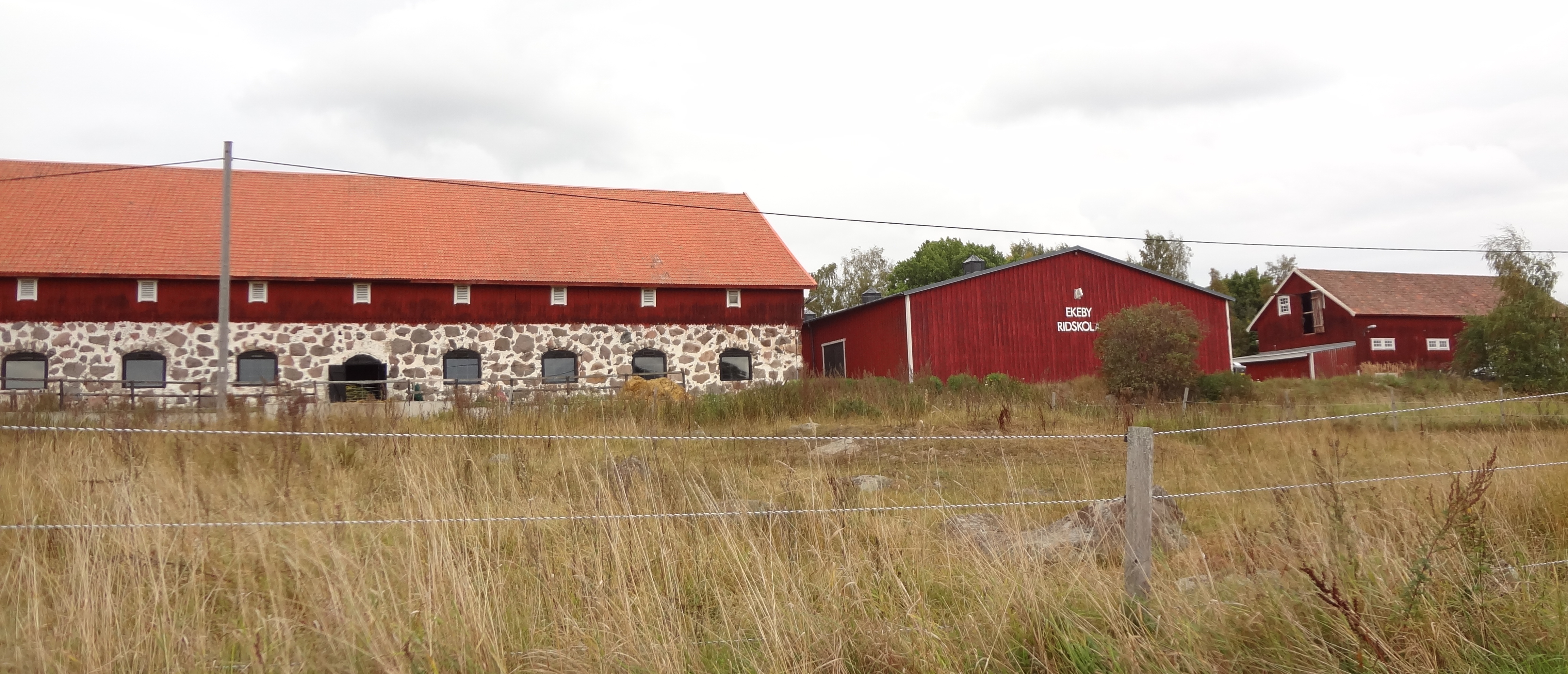
Ekeby ridskola vid Ekeby gård.
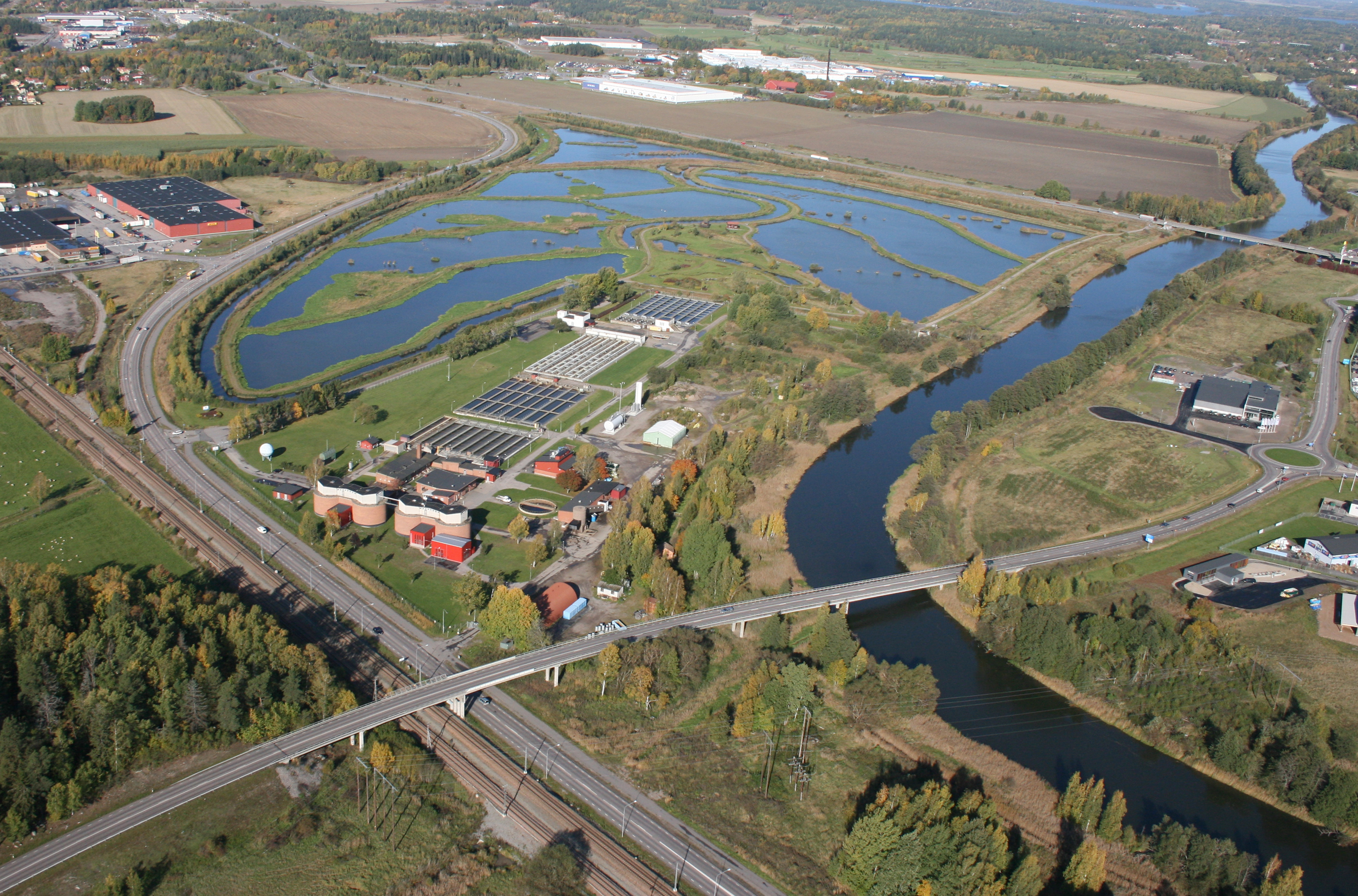
Ekeby våtmark med reningsverket.